# Кирк Найт
Кирлан Лабери (англ. Kirlan Labarrie; род. 16 ноября, 1995, Бруклин, Нью-Йорк, США), более известный под псевдонимом Kirk Knight — американский рэпер и музыкальный продюсер из Бруклина. Участник хип-хоп коллектива Pro Era.
Его дебютный студийный альбом Late Knight Special был выпущен 30 октября 2015 года и достиг 33 места в чарте Billboard 200. 21 июля 2017 года Лабери выпустил совместную пластинку с другим участником Pro Era рэпером Nyck Caution Nyck @ Knight. Кирк Найт продюсировал песни «Flem» от A$AP Ferg и «Big Dusty» от Joey Bada$$. В 2018 году Найт отправился в тур с рэп-коллективом Flatbush Zombies и Nyck Caution.

## Дискография
Студийные альбомы
| Альбом              | Описание                                                                                   | Высшие позиции в чартах | Высшие позиции в чартах | Высшие позиции в чартах |
| Альбом              | Описание                                                                                   | США                     | США хип-хоп             | США рэп                 |
| ------------------- | ------------------------------------------------------------------------------------------ | ----------------------- | ----------------------- | ----------------------- |
| Late Knight Special | - Дата релиза: 30 октября 2015 года - Лейбл: Cinematic Music Group - Форматы: CD, стриминг | 33                      | 10                      | 24                      |
| IIWII               | - Дата релиза: 16 ноября 2018 года - Лейбл: Внелейбла - Форматы: CD, стриминг              | —                       | —                       | —                       |
| After Dark          | - Дата релиза: 15 октября 2021 года - Лейбл: Blacksmith Recordings - Форматы: CD, стриминг | —                       | —                       | —                       |